# Павловка (Темниковський район)
Па́вловка (рос. Павловка, ерз. Павловка) — присілок у складі Темниковського району Мордовії, Росія. Входить до складу Пурдошанського сільського поселення.
Населення — 12 осіб (2010; 22 у 2002).
Національний склад (станом на 2002 рік):
- росіяни — 95 %